# مارسيلا سيرناداس

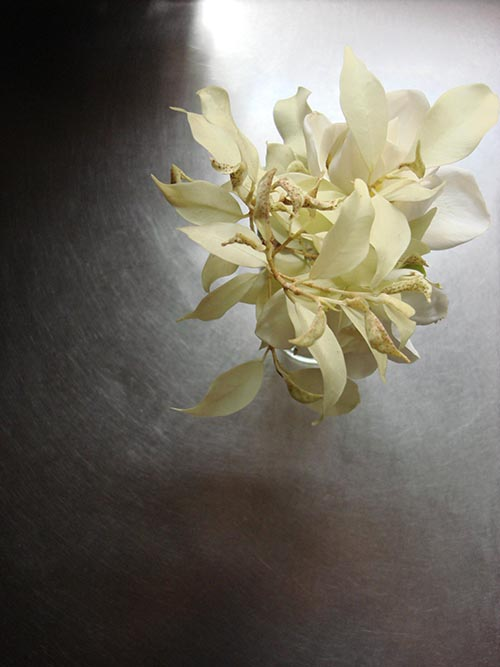
مارسيلا سيرناداس: لا تزال الحياة قاسية

مارسيلا سيرناداس (بالإسبانية: Marcela Cernadas) هي فنانة تشكيلية ولدت في كامبانا بالأرجنتين حيث عملت في عام 1967 بتقنية الفيديو، التصوير، التثبيت، الرسم، النحت وكذلك الشعر. كما كانت نشطة في مجال كتابة الروايات في الساحة الدولية المعاصرة حيث شاركت بعملين في الدورة الخمسين لبينالي البندقية  كما دعيت للانضمام إلى مهرجان Miradas de Mujeres المقام في مدريد .
مجموعة من أعمالها موجودة في أوروبا والولايات المتحدة تحديدا في سيسنيروس فونتال  بميامي وكذلك في متحف الأبرشية في البندقية.

## العمل الفني
كان الطعام محور العديد من أعمالها الفنية، حيث صورت في العديد من الأحيان الغذاء أو أشخاص يقومون بتناوله، كما كانت تقوم برسم وتصوير المآدب الفاخرة وما إلى ذلك. وقد اشتهرت خاصة في تصوير الطبيعة الصامتة حيث أن كثيرا من أعمالها مصورة في المطابخ، محلات الجزارة وغيرها.
الضوء هو موضوع ومحور رئيسي آخر من أعمالها الفنية، حيث كانت تعمل عليه بشكل كبير وتعمل على إبرازه أو إعطائه فسحة في معظم مواضيعها الفنية.

## السيرة الذاتية
تأثير الرحلات التي قامت بها وكذلك التعليم الذي تلقته في طفولتها ومرحلة مراهقتها واضح في معظم أعمالها. ففي أواخر الثمانينات سافرت إلى باريس لتحسين لغتها الفرنسية، ثم إلى إيطاليا مع منحة دراسية من قبل وزارة الشؤون الخارجية الإيطالية لدراسة اللغة الإيطالية. أما في مطلع التسعينات فقد استقرت في البندقية، المدينة التي أرادت لها أن تكون حاسمة في شعرها ومسيرتها الفنية، لكنها وبالرغم من ذلك فقد قضت فترة في العديد من البلدان على غرار باقي مناطق إيطاليا، إسبانيا، الولايات المتحدة الأمريكية وبلدها الأصلي الأرجنتين. كما زارت عددا كبيرا من المتاحف كبيرة في مختلف بقاع العالم، هذا وتجدر الإشارة إلى أن هناك العديد من الفنانين الذين يترددون باستمرار على ما خلفته ورائها قصد استعماله في دراساتهم العليا في الفنون البصرية. في جامعة IUAV بالبندقية، التقت أساتذتها: مؤرخ الفن بيير روزنبرغ والفيلسوف فرانكو ريلا ثم جورجيو أغامبين، وكذلك كارلوس باسيالدو وهانس أولريخ أوبريست. في نفس السياق، التقت الفنانين غراتسيا تودوري الذي بدأ في ممارسة فن الفيديو في سن مبكرة، ثم اولافور الياسون والذي كانت له الفضل في تصوير أول الأعمال الفنية على المآدب في البندقية.

## وصلات خارجية
- الموقع الرسمي نسخة محفوظة 17 سبتمبر 2017 على موقع واي باك مشين.
- دافيدي رامبيلو في زيارة رسمية لمعرض كارنيفال برعاية جيانماتو كابوتو
- مارسيلا وهي تشارك في المعرض العالمي في مدينة ميلانو
- برنامج حواري مع مارسيلا برعاية هانس أولريخ أوبريست
- برنامج مدينة نيويورك الشاشة الكبيرة برعاية ماكو موران
- مايكل ثورب، مارسيلا سيرناداس، نان غولدين ... رؤاهم على الحب
- الحب والتضحية، فن المحادثة في الفن لمارسيلا
- مارسيلا سيرناداس في منصة عالم الفن
- مارسيلا سيرناداس في معرض استوديو La Città